# أوجين هنري
أوجين هنري هو موظف مدني بلجيكي، ولد في 22 ديسمبر 1862 في Soignies ‏ في بلجيكا، وتوفي في 27 ديسمبر 1930 في إقليم بروكسل العاصمة في بلجيكا.